# Gertrud Stephani-Klein
Gertrud Stephani-Klein (* 13. März 1914 als Gertrud Friederike Klein von Klingenthal in Marosvásárhely, Königreich Ungarn; † 10. September 1995 in Nußdorf am Inn, Bayern) war eine deutschsprachige Kinderbuchautorin und Publizistin.

## Leben
Nach dem frühen Tod ihres Vaters Friedrich Edgar Klein von Klingenthal, k.k.-Berufsoffizier in Czernowitz (Bukowina, Kaiserreich Österreich-Ungarn), kam sie nach Sibiu (Hermannstadt), wo sie das Deutsche Evangelische Mädchenlyzeum und später die Deutsche Handelsschule besuchte. Danach arbeitete sie als Redaktionssekretärin beim „Siebenbürgisch-Deutschen Tageblatt“ in Sibiu (Hermannstadt).
Im Jahr 1936 übersiedelte sie nach Brașov (Kronstadt), wo sie mit ihrer Familie lebte, bis diese  nach Deutschland vertrieben wurde. Zwischen 1962 und 1969 war sie als Sekretärin an der Kronstädter Volkskunst-Schule (Școala Populară de Artă, Leiterin Margit Gitter) tätig, wo damals bekannte Künstler und Kunstpädagogen wie Harald Meschendörfer, Adelheid Goosch und Helfried Weiß wirkten. Ab 1969 arbeitete sie als Redaktionssekretärin bei der deutschsprachigen Wochenschrift „Karpaten Rundschau“ und wanderte dann 1973, zusammen mit ihrem Ehemann, nach Deutschland aus.

## Werk
Gertrud Stephani-Klein veröffentlichte zuerst Kurzgeschichten, Gedichte, Lieder sowie zahlreiche kulturgeschichtliche Aufsätze und Reisereportagen in verschiedenen rumäniendeutschen Zeitungen und Zeitschriften sowie ab 1973 auch in Deutschland.
In den 1960er und 1970er Jahren erschienen außer Lyrik und Prosa auch zwei Kinderbücher sowie kulturhistorische Beiträge in verschiedenen deutschsprachigen Periodika, zuerst in der Volkszeitung (Kronstadt) und später in: Heilbronner Stimme (Heilbronn), Kulturpolitische Korrespondenz (Bonn), Aufbau Jüdische Wochenzeitung (New York), Oberbayerisches Volksblatt (Rosenheim), Südostdeutsche Vierteljahresblätter (München) u. a.
Ihre Gedichte wurden zum Teil von  den rumäniendeutschen Komponisten Norbert Petri und Karl Fisi vertont und in verschiedenen Sammlungen, wie „Lieder der Heimat. Siebenbürgisch-sächsisches Chorbuch für gemischte und gleiche Stimmen“, herausgegeben von Norbert Petri und Viorel Ardeleanu, im Verlag Haus für Volkskunstschaffen des Kreises Braşov-Kronstadt, 1969, sowie in der Sammlung „Deutsches Liedgut aus dem Banat, Siebenbürgen und dem Sathmarer Land“, herausgegeben von Andreas Porfetye im Verlag Editura Muzicală a Uniunii Compozitorilor, Bukarest, 1971, veröffentlicht.

## Buchveröffentlichungen
- Der Zirkus ist da! Mit Illustrationen von Clelia Ottone. Kriterion Verlag: Bukarest, 1970.
- Eins, zwei, drei vier Miezekätzchen und andere Kindergedichte. Mit Illustrationen von Doina Micu. Jugendverlag: Bukarest, 1969.

## Kurzprosa und Lyrik in Anthologien (Auswahl)
- Irma Bornemann (Hrsg.): Alle Mütter dieser Welt. Anthologie ostdeutscher Autorinnen der Gegenwart. Helmut Preußler Verlag, Nürnberg, 1978,  S. 257–263.
- Kurt Rein u. a. (Hrsg.): Auf meiner Straße. Anthologie ostdeutscher Autorinnen der Gegenwart. Helmut Preußler Verlag, Nürnberg, 1975, S. 249–254.
- Heinz Stănescu (Hrsg.): Kurzschlüsse. Deutsche humoristische Verse aus Rumänien. Auswahl, Vorbemerkung und Anhang von Heinz Stănescu. Jugendverlag, Bukarest, 1968.

## Kulturhistorische Beiträge (Auswahl)
- Still und weit – das Buchenland. Die Fahrt in das Land an der Goldenen Bistritz lohnt sich. In: Heilbronner Stimme (Heilbronn), Nr. 181, 8. August 1974, S. 7 ff.
- Versunkene deutsche Ortschaften in Siebenbürgen (I). In: Südostdeutsche  Vierteljahresblätter (München), Heft 24/3,1975, S. 158–161.
- Versunkene deutsche Ortschaften in Siebenbürgen (II). In: Südostdeutsche  Vierteljahresblätter (München), Heft 24/4, 1975, S. 252–257.
- Erinnerungen an „Mandscha“ und Mandschapunar. In: Otto Klett (Hrsg.): Jahrbuch der Dobrudschadeutschen 1976 (Heilbronn), S. 146–148, 1 Abb.; Dies ist die Heimat, S. 62.
- Versunkene deutsche Ortschaften in Siebenbürgen (III). In: Südostdeutsche  Vierteljahresblätter (München), Heft 26/1, 1977, S. 1–7.
- Deutsche Siedlungen im Karpatenland. In: Südostdeutsche Vierteljahresblätter (München), Heft 28/3, 1979, S. 175–177.
- Gergeschdorf im Zekescher Land. In:  Südostdeutsche Vierteljahresblätter (München), Heft 29/4, 1980, S. 287–288.
- Zehn deutsche Siedlergruppen leben heute noch in Rumänien. In: Kulturpolitische Korrespondenz (Bonn), Nr. 424, 5. November 1980, S. 3–6.
- Zehn Siedlergruppen lassen sich heute noch feststellen. Rumäniens deutscher Bevölkerungsanteil. In: Aufbau. Deutsch-jüdische Zeitung (New York), 5/8, 2. Januar 1981, S. 15.
- Buchenland – weites Land. In: Südostdeutsche Vierteljahresblätter (München), Heft 30/2, 1981, S. 115–117.
- Marmatien – Land „hinter den sieben Bergen“. In: Südostdeutsche Vierteljahresblätter (München), 30/4, 1981, S. 256–258.
- Hochzeit im Oascher Land. In: Südostdeutsche Vierteljahresblätter (München),  31/2, 1982, S. 118–120.
- Rumes, ein Dorf in Siebenbürgen. In: Südostdeutsche Vierteljahresblätter (München), 31/3, 1982, S. 227–229.
- Die deutschen Schulanstalten in Hermannstadt und ihr Maifest. In: Südostdeutsche Vierteljahresblätter (München), 33/2, 1984, S. 147–148.
- Glashütten in Siebenbürgen. In: Südostdeutsche Vierteljahresblätter (München), 34/3, 1985, S. 203–205.
- Der kulturelle Besitz und die Zeitschriften der deutschen Volksgruppen in Rumänien vor sechzig Jahren. In: Südostdeutsche Vierteljahresblätter (München), 35/1, 1986, S. 44–46.

## Sekundärliteratur (Hinweise)
- Anna Bretz: Buchpräsentierung. Der Zirkus ist da. Verse von Gertrud Stephani. In: Volk und Kultur. Nr. 22/6. Bukarest 1970, S. 41.
- Gertrud Stephani-Klein: Die Geschichte des „Studenten von Rumes“, die Gertrud Stephani-Klein in ihrem Erinnerungsblatt an dieses siebenbürgische Dorf erwähnt, hält die Erinnerung wach. In: Siebenbürgische Zeitung. Nr. 16. München 15. Oktober 1982, S. 5.
- Gertrud Stephani-Klein: Hochzeit im Oascher Land. Reisebericht aus dem nordwestlichsten Zipfel Rumäniens. In: Siebenbürgische Zeitung. Nr. 9. München 15. Juni 1982, S. 5.
- Johann Adam Stupp: Gertrud Stephani-Klein 70 Jahre alt. In: Südostdeutsche Vierteljahresblätter. Jahrgang 33, Nr. 2. München 1984, S. 154.
- Gertrud Stephani-Klein: über die Hermannstädter Pädagogin Minka Bruckner. In: Siebenbürgische Zeitung. Nr. 14. München 15. September 1986, S. 5.